# Astrid Anderberg
Astrid Gunborg Maria Anderberg, född Nordlind 9 januari 1927 i Tranås, död 6 juli 2010 i Rönne på Bornholm, var en svensk keramiker och tecknare. Hon var från 1948 gift med Bengt Anderberg.

## Karriär
Astrid Anderberg, som var dotter till trafikombudet Carl Johan Nordlind och Maria Persson, studerade vid Slöjdföreningens skola i Göteborg 1947-1950. Anderberg illustrerade 1950 Bengt Anderbergs bok Niklas och figuren. Bokens Niklas var deras son, född 1950, och boken gavs ut på Albert Bonniers Förlag och den blev mycket hyllad av kritikerna. Boken filmatiserades av Ulf Andrée och den var Andrées debutfilm.
Astrid Anderberg startade 1957 en egen verkstad i Göteborg, vilken 1973 flyttades till Bornholm. På Bornholm bodde hon sedan tillsammans med Bengt Anderberg under resten av sitt liv. De bodde den mesta tiden i byn Östermarie och i slutet av sina liv i staden Rönne.
Hon arbetade främst med skulpturer i stengods, ofta fantasifulla och drastiska framställningar av människor och djur, särskilt fåglar och senare även hundar.
Hennes alster finns  i Nationalmuseum, Röhsska Museet , Kalmar konstmuseumoch Bornholms Museum. Astrid Anderberg gjorde också offentliga arbeten för Östra Sjukhuset Göteborg, Frölunda Kulturhus, Borås fängelse, Kungsbacka Stadshus, Önneredsskolan och andra skolor.